# Maggie Lindemann
Margaret Elizabeth Lindemann, detta Maggie (Dallas, 21 luglio 1998), è una cantautrice statunitense.

## Biografia
Maggie Lindemann ha acquisito notorietà grazie all'app Keek, dove postava cover da lei eseguite. Scoperta dal talent scout e manager Gerald Tennison, si è trasferita a Los Angeles per avviare la sua carriera musicale.
A settembre 2016 è uscito il singolo che ha lanciato la sua carriera, Pretty Girl, che ha raggiunto la top ten delle classifiche di Regno Unito, Irlanda, Norvegia e Svezia e ha ottenuto certificazioni in otto mercati, fra cui un disco di platino in Italia. A ottobre 2017 è apparsa come featuring nel singolo Personal dei Vamps, con cui è andata in tournée l'anno successivo. Nel 2019 ha aperto i concerti per il Singular Tour di Sabrina Carpenter.
Nel 2020 ha fondato il podcast chiamato swixxzaudio in condivisione con l'etichetta musicale che ha fondato nello stesso anno. Nel 2021 la cantante ha pubblicato Paranoia, il suo primo EP marcato da un nuovo sound pop punk. Nello stesso anno è stata opening act per il Life Support Tour di Madison Beer. Nel 2022 ha pubblicato l'album d'esordio Suckerpunch, a cui ha fatto seguire, l'anno successivo, un tour mondiale che ha toccato anche l'Italia.

## Influenze musicali
Tra gli artisti che hanno maggiormente influenzato la sua musica annovera Lana Del Rey e Banks, da lei definiti «delle anti-pop star, delle artiste che hanno un loro stile individuale e che non si preoccupano delle tendenze», e Avril Lavigne, da lei citata come punto di riferimento per l'EP Paranoia. Afferma che artisti degli anni 2000 come Gwen Stefani, Paramore, Evanescence e Flyleaf hanno influenzato la sua musica notevolmente, dicendo che “Quello è il mio periodo musicale preferito, ma pensavo che avrei dovuto nascondere quella parte di me stessa per rientrare nello standard della principessa pop star”.

## Vita privata
Nel 2016 Maggie ha fatto coming out come bisessuale.

## Discografia

### Album in studio
- 2022 – Suckerpunch

### Album dal vivo
- 2022 – Maggie Lindemann Live in Los Angeles - Paranoia

### EP
- 2021 – Paranoia
- 2024 – Headsplit

### Singoli
- 2015 – Knocking on Your Heart
- 2015 – Couple of Kids
- 2016 – Things
- 2016 – Pretty Girl
- 2017 – Obsessed
- 2018 – Human
- 2018 – Would I
- 2019 – Friends Go (solo o con Travis Barker)
- 2020 – Knife Under My Pillow
- 2020 – Gaslight! (feat. Siiickbrain)
- 2020 – Scissorhands
- 2020 – Loner
- 2021 – Ohmami (con i Chase Atlantic)
- 2021 – She Knows It
- 2022 – How Could You Do This to Me (feat. Kellin Quinn)
- 2022 – Break Me! (feat. Siiickbrain)
- 2022 – You're Not Special
- 2022 – Self Sabotage
- 2022 – Cages
- 2023 – Deprecating (feat. Siiickbrain)
- 2024 – Hostage
- 2024 – Taking over Me
- 2025 One Of The Ones

#### Come artista ospite
- 2020 – Moon & Stars (Snot feat. Maggie Lindemann)
- 2022 – Debbie Downer (Lølø feat. Maggie Lindemann)